# Golden League 2008
Golden League 2008 – jedenasta edycja prestiżowego cyklu mityngów lekkoatletycznych Golden League odbyła się między 1 czerwca a 5 września 2008 roku. Dla zawodników, którzy zwyciężyli we wszystkich sześciu mityngach przewidziano premię w wysokości 1 miliona dolarów. Wyczynu tego dokonała tylko jedna lekkoatletyka – Pamela Jelimo w biegu na 800 metrów. Rywalizacja o główną wygraną odbywała się w 10 konkurencjach: sześciu męskich i czterech kobiecych. 

## Mityngi
| Data        | Zawody                      | Stadion                   | Miasto   |
| ----------- | --------------------------- | ------------------------- | -------- |
| 1 czerwca   | Internationales Stadionfest | Stadion Olimpijski        | Berlin   |
| 5 czerwca   | Bislett Games               | Stadion Bislett           | Oslo     |
| 11 lipca    | Golden Gala                 | Stadio Olimpico           | Rzym     |
| 18 lipca    | Meeting Gaz de France       | Stade de France           | Paryż    |
| 29 sierpnia | Weltklasse Zürich           | Letzigrund Stadion        | Zurych   |
| 5 września  | Memorial Van Damme          | Stadion Króla Baudouina I | Bruksela |

## Wyniki

### Mężczyźni
| Konkurencja        | Berlin                  | Oslo                   | Rzym             | Paryż                   | Zurych                 | Bruksela          |
| ------------------ | ----------------------- | ---------------------- | ---------------- | ----------------------- | ---------------------- | ----------------- |
| 100 m              | Nesta Carter            | Derrick Atkins         | Francis Obikwelu | Marc Burns              | Usain Bolt             | Usain Bolt        |
| 400 m              | LaShawn Merritt         | Jeremy Wariner         | Jeremy Wariner   | Jeremy Wariner          | Jeremy Wariner         | Jeremy Wariner    |
| 1500 m             | Augustine Kiprono Choge | Thomas Lancashire      | Asbel Kiprop     | Augustine Kiprono Choge | Haron Keitany          | Ali Belal Mansoor |
| 400 m przez płotki | Bershawn Jackson        | Bershawn Jackson       | Kerron Clement   | Kerron Clement          | Angelo Taylor          | Kerron Clement    |
| Skok w dal         | Hussein Taher Al-Sabee  | Hussein Taher Al-Sabee | Irving Saladino  | Irving Saladino         | Hussein Taher Al-Sabee | Miguel Pate       |
| Rzut oszczepem     | Tero Pitkämäki          | Andreas Thorkildsen    | Tero Pitkämäki   | Vadims Vasiļevskis      | Andreas Thorkildsen    | Tero Pitkämäki    |

### Kobiety
| Konkurencja        | Berlin          | Oslo            | Rzym                   | Paryż                  | Zurych        | Bruksela               |
| ------------------ | --------------- | --------------- | ---------------------- | ---------------------- | ------------- | ---------------------- |
| 200 m              | Sherone Simpson | Bianca Knight   | Kerron Stewart         | Sanya Richards         | Allyson Felix | Marshevet Hooker       |
| 800 m              | Pamela Jelimo   | Pamela Jelimo   | Pamela Jelimo          | Pamela Jelimo          | Pamela Jelimo | Pamela Jelimo          |
| 100 m przez płotki | Josephine Onyia | Josephine Onyia | Brigitte Foster-Hylton | Brigitte Foster-Hylton | LoLo Jones    | Delloreen Ennis-London |
| Skok wzwyż         | Blanka Vlašić   | Blanka Vlašić   | Blanka Vlašić          | Blanka Vlašić          | Blanka Vlašić | Ariane Friedrich       |